# Benito Rigoni
Benito Rigoni (* 11. April 1936 in Asiago; † 23. Dezember 2021 in Dueville) war ein italienischer Bobfahrer.

## Biografie
Benito Rigoni kam bereits in jungen Jahren mit dem Wintersport in Berührung. Am Anfang seiner sportlichen Karriere trat er im Skilanglauf auf den langen Distanzen an, ohne allerdings größere Erfolge verzeichnen zu können. Wegen seiner Statur wurde die Sportgruppe der Forstpolizei auf ihn aufmerksam. Im Alter von 18 Jahren kam er bereits als Anschieber in der ersten Bobmannschaft der Sportgruppe zum Einsatz.
Er startete bei seinem Debüt im Nationalkader zusammen mit Sergio Zardini, schloss sich jedoch später dem Bobteam um Eugenio Monti an. Mit diesem wurde er 1957 italienischer Meister im Viererbob und 1961 auch im Zweierbob. Zudem wurde er mit Monti, Sergio Siorpaes und Furio Nordio 1961 Weltmeister. Bei den Olympischen Winterspielen 1964 in Innsbruck ersetzte Gildo Siorpaes, der Bruder von Sergio, Nordio. Im Viererbob-Wettbewerb gewann die Crew die Bronzemedaille.
Nach seiner Zeit als Aktiver arbeitete er als Beamter bei der Forstpolizei. Rigoni wurde vom Comitato Olimpico Nazionale Italiano mit dem Stella al merito sportivo Gold ausgezeichnet.